# Poslanska skupina Zares
Poslanska skupina ZARES - socialno liberalni je bila poslanska skupina, ki so jo sestavljajo poslanci, ki so bili izvoljeni na listi Zaresa.

## Sestava

### Mandat 2008-2012
Poslanci
- Cvetka Zalokar Oražem (vodja)
- Franci Kek (namestnik vodje)
- Pavel Gantar
- Franco Juri
- Alojz Posedel
- Vito Rožej
- Alojz Potočnik
- Vili Trofenik
- Tadej Slapnik

Osebje
- Marjan Jarkovič (sekretar PS)